# 吉德羅·洛哈
吉德羅·洛哈，是英國作家J·K·羅琳的兒童奇幻小說《哈利·波特》系列中的角色，他以一位受歡迎的作家出現於裡，他寫了許多關於其遇到黑暗生物的冒險小說，是個矯揉造作的巫師界名人，後來成為了霍格華茲的黑魔法防禦術教授。

## 人物生平
洛哈是個受歡迎的作家，其個性自戀且貪慕虛榮，他號稱自己為梅林爵士團三級勳章獲得者和反黑魔法聯盟榮譽會員，並五度獲得《女巫周刊》最迷人微笑獎的頭銜。他出現於的開首，並在斜角巷的華麗與污痕書店舉行宣傳其新書的簽書會上跟哈利·波特等人首次見面。愛出風頭的他得知哈利正身在該處便順勢把哈利拉到其身邊，讓在旁的巫師報章雜誌記者拍攝二人的合照。
後來洛哈到霍格華茲聘任為二年級的黑魔法防禦術的教授，並受到許多人的青睞，尤其是那些認為他很有吸引力的女性（包括妙麗·格蘭傑和衛斯理的母親茉莉·衛斯理），然而他不太受校內的大部分的教職員的歡迎，尤其是石內卜以及哈利。榮恩曾於私下評論吉德羅為「最會溜和拍馬屁的傢伙」，就連海格也曾在洛哈到訪其小木屋後，認為他的說話可信度相當的差，並表示若是他的話「其中一句話是真的，那就把茶壺吃掉了」。
哈利有許多不喜歡他的原因，例如：
- 他愛好親自分發其親筆簽名照，甚至還特地把其簽名照帶進教室裡講課；
- 他的傲慢與對哈利的誤解（認為他乘坐衛斯理先生的飛天汽車到霍格華茲是希望尋求進一步的關注）；
- 他於課堂上為實地教學而釋放籠裡數百隻綠仙（Pixie）卻未能壓制牠們，導致造成班上陷入一片混亂；
- 還有他施展簡單的魔法也能帶來麻煩事，例如他試圖治療哈利於魁地奇比賽中手腕的骨折時，卻反讓哈利手臂內的骨頭消失了，結果讓哈利被送至學校的醫院側翼，並需要飲用龐芮夫人提供的增骨藥劑才恢復原狀；

其後，洛哈拒絕跟哈利與榮恩前往密室，後來他於前往密室的通道裡正式向哈利與榮恩揭露自己濫用記憶咒，實際上是從當事人口中套取其冒險事情的始末後對其施展遺忘咒，從而把當事人的記憶褫奪，把其功績據為己有並收錄至其書籍作品中，被哈利與榮恩斥責為騙子。當他決定給得知真相的兩人重施故技（以遺忘咒消除記憶）時，由於洛哈使用了榮恩那損壞了的魔杖，導致咒語反彈回其身上（保留損壞了魔杖的尾端會讓魔法大大減弱，以任何方式黏合則會讓咒語反彈），結果導致他自己失憶了。他後來被送進聖蒙果醫院的符咒傷害科接受治療，成為了該醫院裡的長期病患。事件後，鄧不利多在學期末的晚宴中宣布洛哈由於失憶而離職的消息時，在場的全體學生和部分教授也歡聲雷動。待在聖蒙果醫院的洛哈並沒有遺忘其寫作的能力，並在此期間推出了其自傳小說《神奇的我》。
其實當鄧不利多決定聘用洛哈的時候，許多教授都感到困惑並且對此作出反對。麥教授曾詢問鄧不利多，學生可以從洛哈身上學習到甚麼時，鄧不利多回答她指，學生可以從一位差勁的教授身上學習到自己應該成為一個怎樣的人，並學會明辨是非。
哈利、榮恩和妙麗於裡的聖誕節到聖蒙果醫院裡探望受重傷的亞瑟·衛斯理，期間他們三人在醫院裡再次遇見到洛哈，雖然他還沒有恢復他的任何記憶，但他仍非常熱衷於簽名並繼續收到一些粉絲的來信，儘管他不知道為何；他還會孩子氣地為了能夠寫連體字而感到自豪。就他而言，哈利對洛哈的失憶感到輕微的內疚，但他也安慰自己說這是洛哈自己的錯誤。儘管醫院竭盡全力地為他治療，但他從未能完全康復，並一直待在聖蒙果醫院的長期護理病房中。
該系列的作者J·K·羅琳曾表示，洛哈是她唯一刻意以真實人物人為原型創作的角色:54，其靈感來自一位未透露身份的熟人，她指該原型比「這虛構人物還要令人反感」，並且指他「以謊言掩飾自己的過去，所有這些謊言都是企圖顯示他自己是一個多麼了不起、勇敢和聰明的人」。
在的電影版中，洛哈的角色由簡尼夫·班納飾演。在片尾字幕後的一個場景中，其題為《我是誰？》的新書於斜角巷出售，當中該書的封面顯示了一張他穿著緊身衣的照片。

### 背景
洛哈的父親是個麻瓜，而母親則是個女巫，他有兩個麻瓜姐姐。
霍格華茲學生時代的他就已經因為虛榮而令師生反感：當時他為了獲得關注而作出許多嘗試，例如為了看見自己的名字在被列印出來，他曾經請求校長創辦校報；另外，他也曾把自己的名字雕刻到魁地奇球場上（這讓他被罰禁閉了一個星期）；他把自己的肖像如黑魔標記般投射到天空中；還曾經給自己寄800張情人節賀卡，由於有大量的貓頭鷹糞便和羽毛掉進麥片粥裡，早餐因而被迫取消。這不但沒有為他帶來多少好處，反而讓他成為惱人的麻煩製造者。他拒絕認真地看待其學業讓教授們看不起他。洛哈從學校畢業時，整間學校都鬆了一口氣。

## 洛哈的著作
在小說中，吉德羅·洛哈撰有不少著作描述他神奇的冒險經歷（其實幾乎都是透過竊取他人的經歷得來的），包括：
- 《吉德羅·洛哈的家庭害獸指南》（Gilderoy Lockhart's Guide to Household Pests）；
- 《與巫婆共度假期》（Holidays With Hags）；
- 《與報喪女妖共享休閒時光》（Break with a Banshee）；
- 《與惡鬼四處遊蕩》（Gadding With Ghouls）；
- 《與山怪共遊》（Travels With Trolls）；
- 《與吸血鬼同行》（Voyages With Vampires）；
- 《與狼人結伴浪跡天涯》（Wanderings with Werewolves）；
- 《與雪人相伴的歲月》（Year with the Yeti）；
- 其自傳《神奇的我》（Magical Me）及《我是誰》（Who am I？），後者是因為遺忘咒反彈後進入聖芒戈後著作（第二部《消失的密室》彩蛋）

吉德羅·洛哈的這些書籍在魔法世界備受歡迎，定價都非常昂貴。（除了第二部結尾彩蛋出的新書《我是誰》）
吉德羅在就任霍格華茲黑魔法防禦術教師後，便將他的其中七本著作指定為黑魔法防禦的教科書。

## 創作靈感
「吉德羅」是羅琳從《成語與寓言字典》中找到的名字，而「洛哈」則是從一個第一次世界大戰的紀念碑上發現的:36。

## 電影
導演克里斯·哥倫布在與羅琳商量後，便決定讓洛哈這個角色穿著以絲綢為主的服裝，以突出其愛慕虛榮的一面；布景人員也將洛哈的教室營造出一種自誇的風格。

## 評價
IGN的Joe Utichi稱吉德羅是他最喜歡的第九位哈利波特角色，並指這是該系列中最受歡迎的腐敗角色之一。而在《帝國雜誌》「前25名哈利波特人物」中吉德羅則被列於第二十八位。

## 外部連結
- 額外信息：吉德羅·洛哈，J·K·羅琳官方網站（英文）

| 前任者： 奎若 | 霍格華茲黑魔法防禦術教授 1992年－1993年 | 繼任者： 雷木思·路平 |